# Báňov
Báňov (Duits: Banow of Banow in Böhmen) is een Tsjechische plaats in de gemeente Ješetice, regio Midden-Bohemen, en maakt deel uit van het district Benešov. Het dorp ligt op ongeveer 1,5 kilometer afstand van Ješetice, op 1 kilometer van Smilkov en op ongeveer 7 kilometer van Miličín.
Báňov telt 8 inwoners (2021).

## Geografie
De Smilkovskýbeek stroomt door het dorp.

## Etymologie
De naam van het dorp is afgeleid van de persoonsnaam Báň. In historische bronnen komt de naam voor in de vormen Banow (1379), de Baniowa (1408), de Baniewa in Banyewie (1445), k zbaniowu (1542) en Baniow (1670).

## Geschiedenis
De eerste schriftelijke vermelding van het dorp dateert van 1379.
Van 1850 tot 1890 was het dorp onderdeel van de gemeente Smilkov en van 1900 tot 1979 maakte het deel uit van de gemeente Ješetice. Van 1 januari 1980 tot 23 november 1990 behoorde Báňov tot de gemeente Červený Újezd, maar op 24 november van dat jaar werd Báňov opnieuw bij Ješetice gevoegd. In 1960 werd Báňov, samen met Ješetice, ingedeeld bij het district Benešov.

## Verkeer en vervoer

### Autowegen
Er leidt een regionale weg naar het dorp.

### Spoorlijnen
Er is geen station in Báňov. Het dichtstbijzijnde station is in Ješetice, op zo'n drie kilometer afstand. Dat station ligt aan spoorlijn 220 Praag - Tábor - České Budějovice.

### Buslijnen
Er is geen bushalte in of bij het dorp. De dichtstbijzijnde bushaltes zijn in Ješetice en Smilkov:
| Halte              | Lijn | Traject             | Vervoerder   |
| ------------------ | ---- | ------------------- | ------------ |
| Ješetice, Ješetice | 569  | Střezimíř - Miličín | CŠAD Benešov |
| Smilkov, Smilkov   | 556  | Votice - Sedlčany   | CŠAD Benešov |

## Galerij

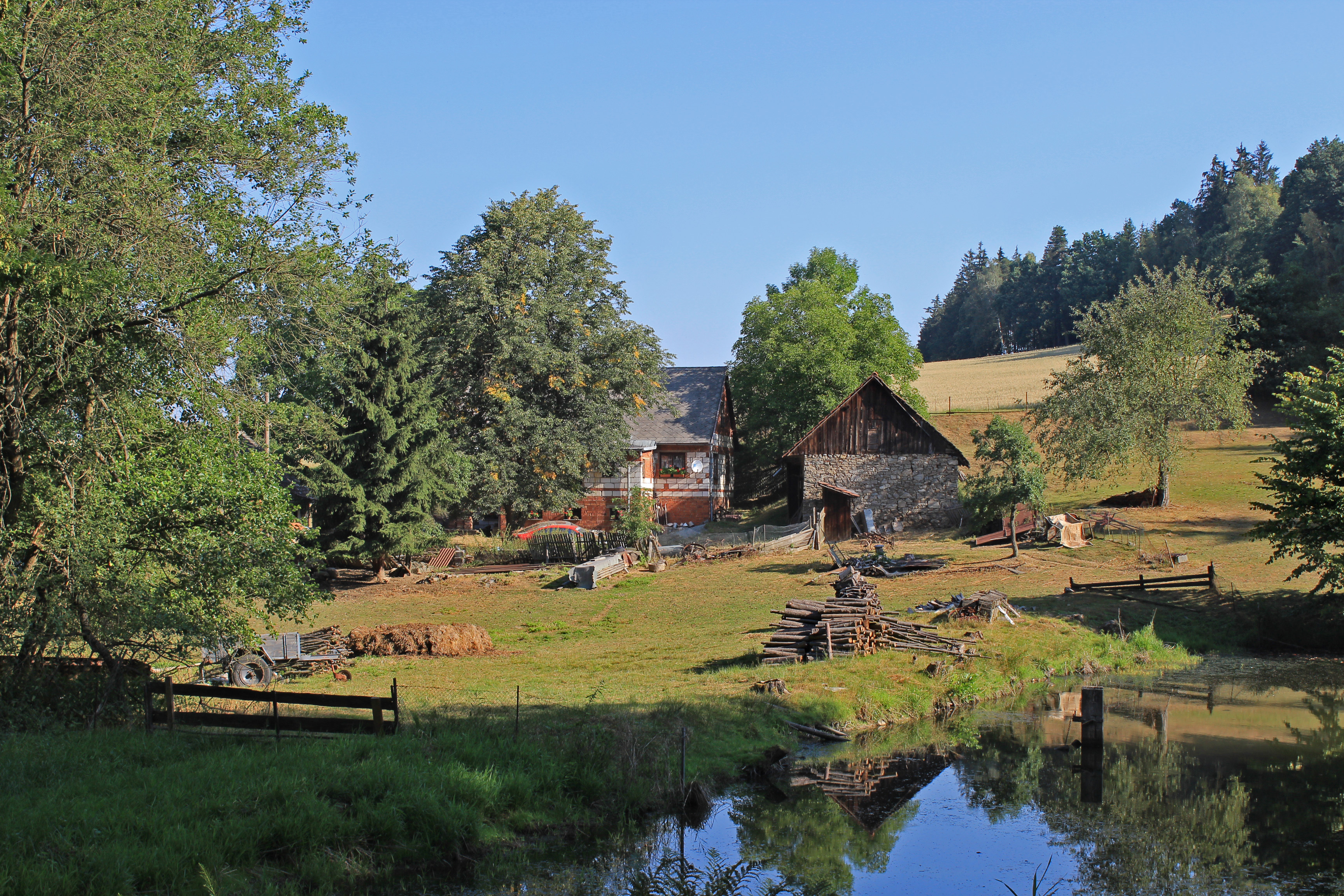
Meertje bij het dorp (2015)
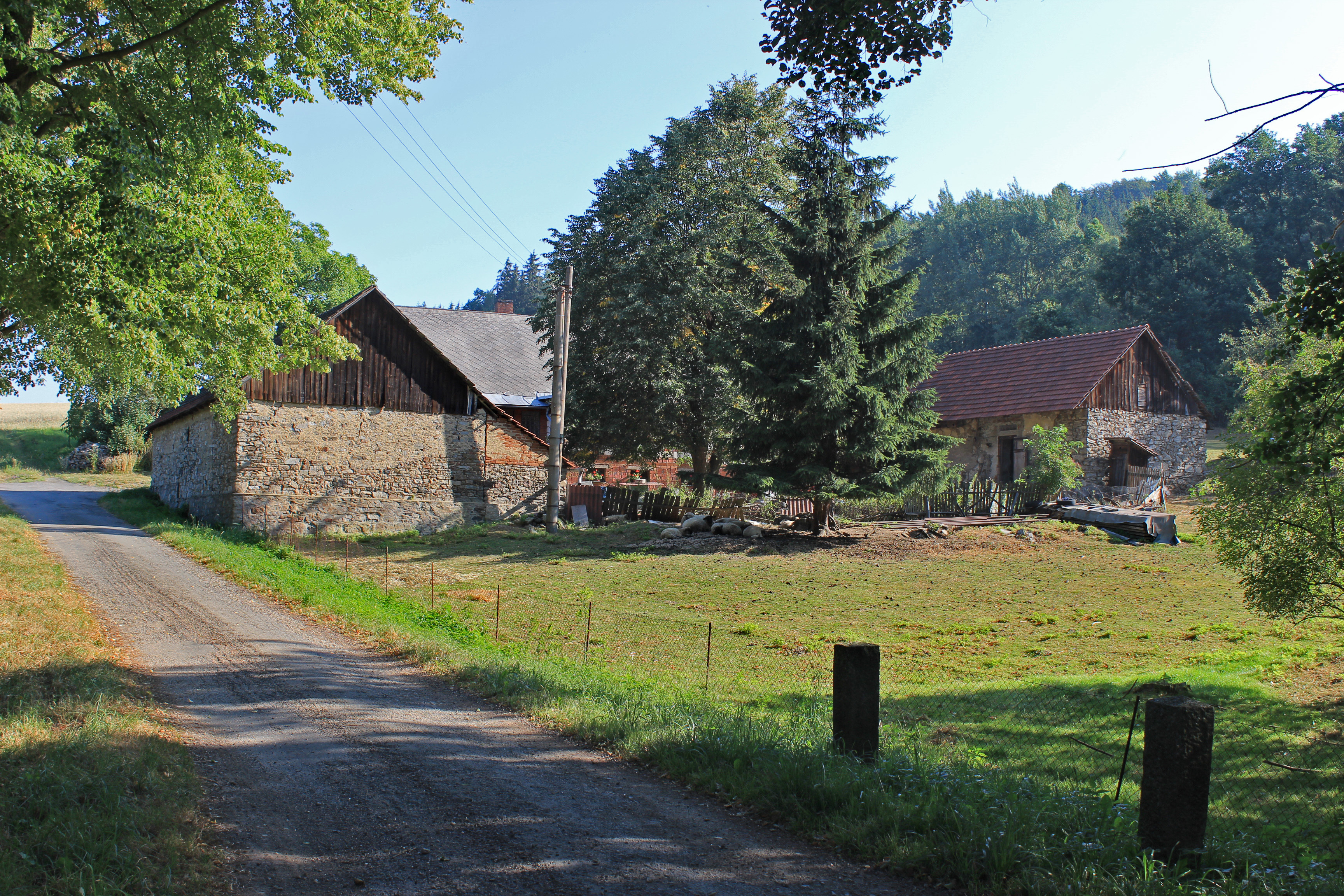
Boerderij in het dorp (2015)
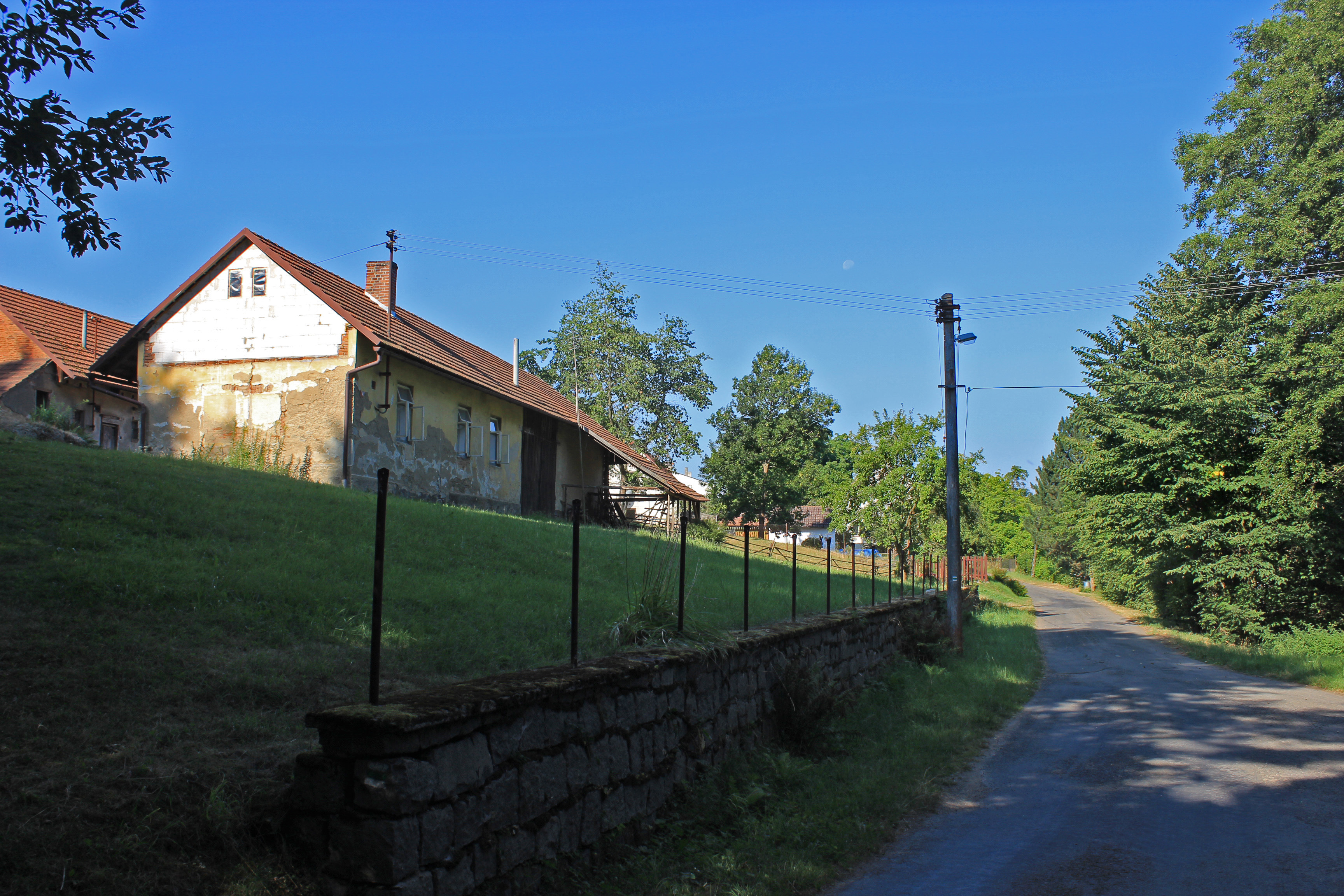
Huis in het dorp (2015)